# 藏族夾棋
藏族夾棋，藏語音譯為孜久，盛行於西藏、青海地區的傳統棋類，規則隨各地略有不同，在藏族間頗受歡迎，有進行比賽。
撒拉族也有類似的遊戲，稱為斯仁曲乎，詳細規則不詳。

## 棋具
- 常見棋盤有三種，棋盤中心點稱為首府。
  - 五橫五豎的橫縱線交叉，另有東南-西北向、西南-東北向的斜線各七條，組成共四十一個棋點。
  - 七橫七豎的橫縱線交叉，另有東南-西北向、西南-東北向的斜線各十一條，組成共八十五個棋點。
  - 九橫九豎的橫縱線交叉，另有東南-西北向、西南-東北向的斜線各十五條，組成共一百四十五個棋點。

- 雙方棋子數等於全部棋點數，以兩色區分敵我[3]。

## 規則
- 对弈过程分兩階段。
  - 放子：对弈双方依次将己子放入空棋點，但不可以放於首府，首府的八個鄰點也不可被一方全佔。等棋盤剩下首府為空點時方可走子。
  - 走子：輪流移動一枚己棋，沿線一步。

- 吃子：無論是下子或走子階段，只要己方棋子排成以下兩種排列就把該些敵子提出交回對手，並在該棋位補同樣數量己子。
  - 夹：造成兩枚己棋在同線夹住一枚敵棋。
  - 剔：造成同線除端點有一枚敵棋外，其余均属己棋。

- 一方無棋子可走時，遊戲結束，棋多者勝。[4]

## 外部連結
- 對弈照片
- 對弈照片
- 對弈照片[永久]